# Biblioteca pública de San Pedro de Poás
La Biblioteca Pública de San Pedro de Poás es una biblioteca pública fundada en 1971 para el servicio de toda la comunidad de Poás, pertenece al Sistema Nacional de Bibliotecas, entidad adscrita al Ministerio de Cultura y Juventud de Costa Rica. 
En 2012 se inauguraron sus instalaciones actuales, está ubicada en el Cantón de Poás de la provincia de Alajuela y realiza actividades orientadas al beneficio de la comunidad como proyectos en coordinación con el SINABI. 

### Misión
Aplicar las nuevas tecnologías que coadyuven al mejoramiento de los servicios de información, recreación, educación, apoyando las manifestaciones culturales tanto regionales como nacionales.

### Visión
Promover el desarrollo de la biblioteca, establecer políticas y lineamientos para un mejor funcionamiento de la Biblioteca. Para ello cuenta con personal idóneo e infraestructura que le permite contribuir con el desarrollo intelectual, social, político y económico, en forma integral, brindándoles los recursos informativos necesarios.

### Objetivos
Ofrecer servicios de información, investigación, educación, recreación, para hacer accesible el conocimiento a través de la cultura.

## Servicios
Algunos de los proyectos del SINABI que se llevan a cabo en esta biblioteca son los siguientes:
- SOY BEBÉ Y ME GUSTA LEER.: este proyecto consiste en promover el hábito y el placer por la lectura entre la niños de 0 a 5 años, con actividades que realizan las bibliotecas públicas, en las que participan los padres, madres o encargados. Incluye actividades que fomentan valores mediante la lectura, cine infantil y talleres que desarrollen habilidades manuales y artísticas, entre otras, permitiendo la interacción de los niños y niñas con el mundo de la lectura y el libro como herramienta de aprendizaje.

- ARCOÍRIS DE LECTURA.: se fomentan los valores con lecturas, cine infantil y talleres de manualidades o artísticas, para entrelazar a los niños con la lectura y el libro como estrategia de aprendizaje con actividades durante todo el año, tales como hora del cuento, talleres de lectura o cine en la biblioteca.

- PURA VIDA JÓVENES A LEER. Este programa esta destinado a promover el hábito y el placer por la lectura en los jóvenes costarricenses desde la biblioteca pública. Abarcan diversas actividades donde los jóvenes se desarrollen como personas autónomas con conocimientos y estrategias para acceder en búsqueda de la información y el conocimiento  favorables para enfrentar los retos y tomar decisiones asertivas. Además procura que los jóvenes disfruten la lectura y la practiquen en su tiempo libre.

- LA BIBLIOTECA PÚBLICA DE LA MANO CON LA PERSONA ADULTA.: se procura acercar a los Adultos mayores costarricenses a la Lectura desde las Bibliotecas Públicas. Se incentiva al goce por la lectura como estrategia de calidad de vida y autoformación de enriquecimiento social y personal para un mejor desempeño personal.

- HUELLAS DE ORO.: es un espacio de comunicación dirigido a las personas Adultas mayores promoviendo la lectura y comentarios de diversos temas que permiten el rescate de la memoria colectiva de la comunidad. Utiliza la lectura como medio de recreación, que acerca a las personas a la literatura y a la biblioteca pública.

## Extensión social
Las actividades que realiza la Biblioteca Pública de Poás son variadas y destinadas a toda la comunidad:
- Cursos de inglés para Ama de casa y Adultos mayores, este curso es impartido por un voluntario del CRUSA cuerpo de paz.
- Curso de cómputo: impartidos por voluntarios de instituciones de Educación superior.
- Charlas y conservatorios: en coordinación con el centro diurno de ancianos de la comunidad, se comparten lecturas de interés, cuentacuentos y el rescate de anécdotas, creencias, leyendas y experiencias que las personas de tercera edad comparten en beneficio de la identidad de la sociedad
- Curso de bordado, tejido y confección de almohadones u otras manualidades destinado a amas de casa de la comunidad y es impartido por voluntarias.
- Manualidades en cerámica, el cual también impartido por personas voluntarias.